# Abd al-Rahman 3.
Abd al-Rahman 3. (født 11. januar 889, død 15. oktober 961 i Córdoba) var den 8. emir og den første kalif af Córdoba (912-961). Han nedstammede fra umayyaderne, der regerede Umayyade-kalifatet, og emir i Córdoba-emiratet i Al-Andalus. I 929 erklærede han sig selv kalif og skabte derved Córdoba-kalifatet. Al-Rahman 3. sørgede for ro i det splittede rige og forsvarede sig mod fatimiderne i Nordafrika og de kristne småstater (Kastilien, Léon og Navarra) i Nordspanien.
Under Abd al-Rahman 3. blev der skabt fred i landet, og det førte til et stort opsving i økonomien. Det blev desuden hjulpet på vej gennem indførelsen af orientalske og persiske kunstvandingsteknikker i landbruget og opbygningen af en silkeproduktion, baseret på dyrkning af Morbærtræer og silkeorme. Beherskelsen af søvejene i det vestlige Middelhav fik en tilsvarende stor betydning for handelen.
Ved opmuntring af kunst, kultur og videnskab og gennem en kraftig byggeaktivitet blev Córdoba ved siden af Konstantinopel og Bagdad i disse år til ét af de mest betydningsfulde kultur- og erhvervscentre ved Middelhavet.